# 細谷恒夫
細谷 恒夫（ほそや つねお、1904年7月6日 - 1970年8月17日）は、日本の教育哲学者、東北大学名誉教授。ディルタイやフッサールを研究。

## 来歴
山形県出身。旧制山形高校を経て、東京帝国大学文学部卒。広島高等学校（旧制）教授、東北帝国大学助教授、1943年教授。東北大学教授、67年定年退官、名誉教授、山形大学長。

## 著書
- 『ディルタイ ナートルプ　大教育家文庫』岩波書店 1936
- 『認識現象学序説』岩波書店 1936
- 『世論と教育』民主教育協会 1956　IDE教育選書
- 『教育の哲学 人間形成の基礎理論』創文社 1962

### 編著
- 『教師の社会的地位』有斐閣 1956。復刻・大空社 1998
- 『哲学史要説』文理図書出版社 1958-60

### 翻訳
- ナトルプ『フッセルの「純粋現象学考案」』岩波書店 1932
- フッサール『ヨーロッパの学問の危機と先験的現象学』 中央公論社「世界の名著」1973、新版中公バックス
  - 『ヨーロッパ諸学の危機と超越論的現象学』 木田元共訳、中央公論社 1974、中公文庫 1995

## 参考
- デジタル版日本人名大事典: